# اسپوندیلوآرتروپاتی
اسپوندیلوآرتروپاتیها گروهی از بیماریهای استخوان و مفاصل هستند که وجه مشترکشان درگیری ستون فقرات و ایلیاک است مانند آرتریت پسوریاتیک، سندرم رایتر و اسپوندیلیت آنکیلوزان. در این بیماریها اغلب اتوآنتی بادی خاصی دیده نمی‌شود. نوع خاصی از آنتی‌ژن لکوسیت انسانی به نام HLA-B۲۷ در این بیماران شایعتر است.
در این بیماران داکتیلیت نیز رخ می‌دهد.